# Mitraria (Gesneriaceae)
Mitraria es un género con tres especies de plantas herbáceas perteneciente a la familia Gesneriaceae. Es originario de Sudamérica.

## Descripción
Son subarbustos epífitas. Con el tallo y ramas leñosas. Las hojas más pequeñas, opuestas o rara vez ternadas, con pecíolo corto, limbo ovado- agudo, toscamente crenadas - aserradas, casi glabras. Flores axilares, pendular  solitarias; brácteas grandes, ovadas. Sépalos libres, desiguales (uno más grande, cuatro más pequeñas). Corola escarlata brillante; tubo curvado , constreñido en la base, por encima ventricoso, la boca ligeramente contraída. El fruto es una baya carnosa. El número de cromosomas: 2n = ± 74.

## Distribución y hábitat
Se distribuyen  por Chile y Argentina, donde se encuentran en los bosques lluviosos templados y frescos. 

## Etimología
El nombre del género deriva de las palabras griegas μιτρα,  mitra = mitra, en referencia a la forma de mitra de las bracteolas que cubren el cáliz.

## Especies
- Mitraria coccinea
- Mitraria pallida
- Mitraria tomentella